# ラーマ9世駅
ラーマ9世駅（ラーマ9せいえき、タイ語:สถานีพระราม 9）は、タイ王国のバンコク都ディンデーン区にある、バンコク・メトロの駅である。駅番号はBL20。
ラチャダーピセーク通りとラーマ9世通りの交差点付近にあり、駅周辺はテスコ・ロータス、フォーチュン・タウン、セントラルプラザ・グランド・ラマ9などのショッピングセンターが立ち並んでいる。

## 歴史
- 2004年7月3日 【開業】ブルーライン（フワランポーン - バーンスー） (20.8km)

## 駅構造
フルスクリーンタイプのホームドアがあり、島式ホーム1面2線の地下駅である。

## 駅階層
| 地面    | 出入口                                             | ラチャダーピセーク通り                                                 |
| 地下1階 | コンコース階                                       | コンコース、セントラルプラザ・グランド・ラマ9連絡通路、ATM、metro nine |
| 地下2階 | 改札口階                                           | 自動券売機、自動改札口                                                 |
| 地下3階 | 1番線・上り■                                       | ブルーライン→ペッチャブリー・スクムウィット・フワランポーン方面        |
| 地下3階 | 島式ホーム（フルスクリーンタイプのホームドアあり） |                                                                        |
| 地下3階 | 2番線・下り■                                       | ブルーライン←タイ文化センター・チャトゥチャック公園・バーンスー方面    |

## 駅周辺

### ラチャダーピセーク通り
- フォーチュン・タウン
  - マクドナルド
  - KFC
  - ピザハット
  - ミスタードーナツ
  - ダンキンドーナツ
  - 山崎パン
  - MK
  - Kobune（小舟、日本食レストラン）
  - ワトソンズ
  - ITモール（フォーチュン・タウン内）
- テスコ・ロータス
- フォーチュン・ホテル
- セントラルプラザ・グランド・ラマ9
- ソイ3
  - TSUTAYA
  - セブン・イレブン

### ラーマ9世通り
- ラディソン・ホテル・バンコク
- ラーマ9世病院
- ピヤウェート病院
- Kawasaki

### アソーク・ディンデン通り
- カシコーン銀行
- サイアム商業銀行
- 豊田通商